# Schefflera subdivaricata
Schefflera subdivaricata là một loài thực vật có hoa trong Họ Cuồng cuồng. Loài này được Merr. ex Frodin miêu tả khoa học đầu tiên năm 2003 publ. 2004.